# Lait concentré non sucré
Pour les articles homonymes, voir Lait concentré.

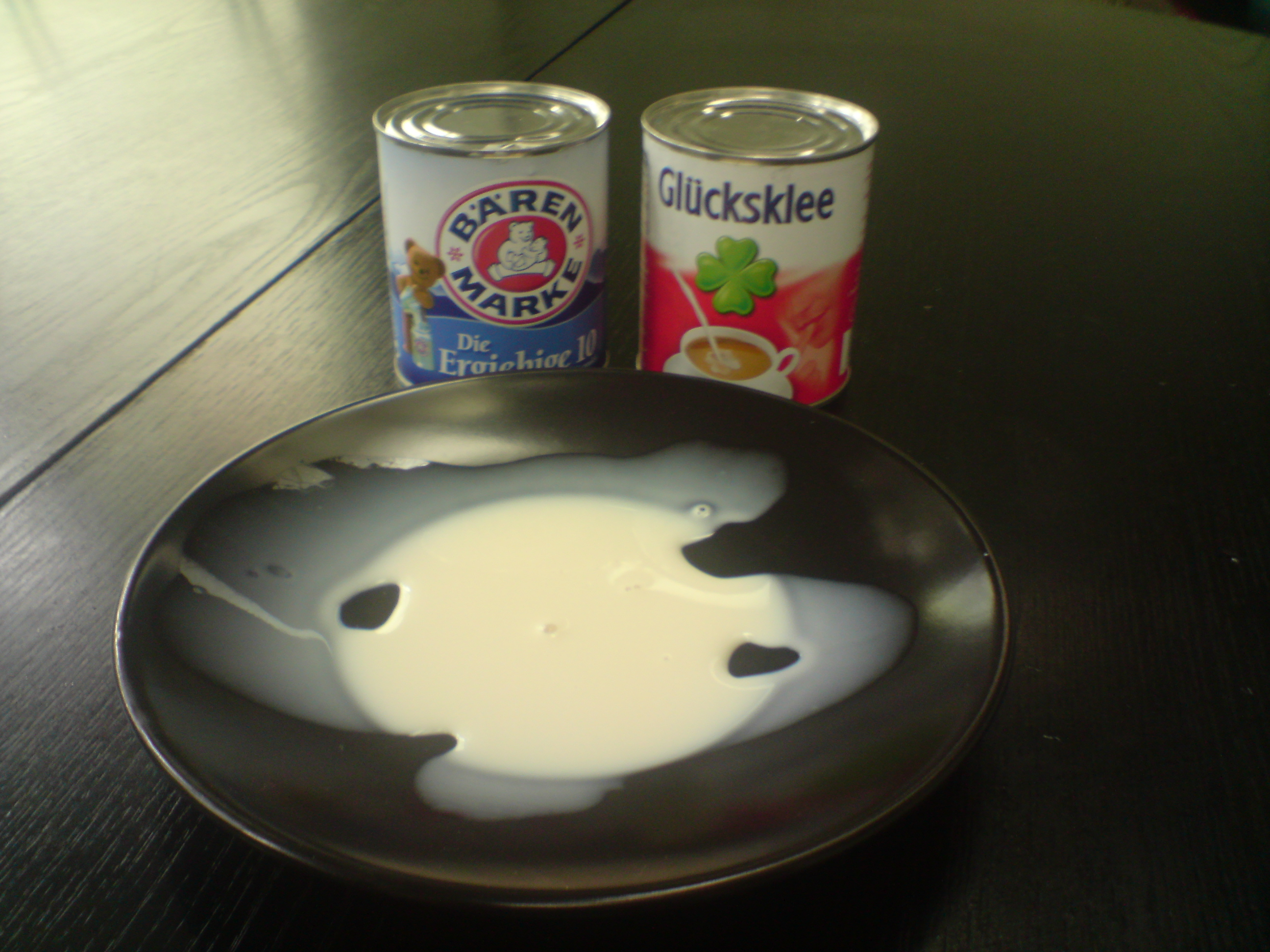
Une assiette contenant du lait concentré dont le liquide s'est évaporé.

Le lait concentré non sucré, ou lait concentré, parfois appelé lait évaporé (anglicisme du terme evaporated milk), est un produit laitier obtenu à partir de lait de vache, duquel une partie de l'eau a été retirée, par évaporation. C'est Nicolas Appert qui mit au point le procédé dans les années 1820.
Le procédé employé pour fabriquer le lait concentré non sucré est sensiblement différent de celui utilisé pour le lait concentré sucré : il incorpore un processus de stérilisation, inutile quand le sucre est employé pour accroître la durée de conservation.